# 霍因克斯峰
霍因克斯峰（英語：Hoinkes Peak）是南極洲的山峰，位於埃爾斯沃思地，屬於赫里蒂奇嶺的一部分，海拔高度1,840米，美國地質調查局根據測量和該國海軍的空中照片繪入地圖。
79°52′S 82°58′W / 79.867°S 82.967°W